# Camacinia othello
Camacinia othello är en trollsländeart som beskrevs av Tillyard 1908. Camacinia othello ingår i släktet Camacinia och familjen segeltrollsländor. IUCN kategoriserar arten globalt som livskraftig. Inga underarter finns listade i Catalogue of Life.